# Le Veau gras
Pour plus de détails, voir Fiche technique et Distribution.
Le Veau gras est un film français de Serge de Poligny sorti en 1939 et inspiré de la pièce éponyme de Bernard Zimmer (1924)

## Synopsis
Les Vachon, couple de pharmaciens de province sont sans nouvelles de Gaston, leur fils cadet. Ils finissent par apprendre qu'il vit avec une mystérieuse princesse. En réalité Gaston est devenu gigolo et se permet des prodigalités avec l'argent de sa maîtresse. Un télégramme de ses parents lui intime l’ordre de revenir s'expliquer. Craignant un décès, il s'y rend. Devant ses signes extérieurs de richesses tous ceux qui se faisaient fort de le critiquer le courtisent et lui demandent de l'argent, son père, le maire, le curé. 
La situation se complique avec l'arrivée inopinée de la princesse et l'agitation du receveur des postes qui crie à qui veut l'entendre que l'argent mène à la débauche. À la suite d'une réception qui tourne mal à cause des invectives du receveur des postes, la princesse perd connaissance, mais cela lui permet d'entendre ce qui se dit derrière son dos. 
Elle s'en va en plantant là son gigolo qui du jour au lendemain se retrouve sans ressources et va devoir travailler.

## Fiche technique
Source : IMDb, sauf mention contraire
- Titre : Le Veau gras
- Réalisation : Serge de Poligny
- Scénario : Jean-Henri Blanchon, d'après la pièce de Bernard Zimmer
- Décors : Jacques Colombier et Robert Gys
- Musique du film : Henri Verdun
- Photographie : Philippe Agostini et Boris Kaufman
- Montage : William Barache
- Société de production : Dimeco Productions
- Format :  Noir et blanc - 1,37:1 - 35 mm - Son mono
- Pays d'origine :  France
- Genre : Comédie
- Durée : 85 minutes
- Date de sortie :	
  - France : 13 avril 1939

## Distribution
- François Périer : Gaston Vachon, l'un des deux fils d'un pharmacien, gigolo
- Elvire Popesco : la princesse Dorothée, maîtresse de Gaston
- Armand Bernard : Gabriel Vachon, l'autre fils du pharmacien
- André Lefaur : Jules Vachon, le pharmacien
- Gabrielle Fontan : Madame Vachon, épouse de Jules
- Robert Le Vigan : Grussgolt
- Marcelle Praince : Madame Van Houtentook, une ancienne cliente de Gaston
- Raymond Cordy : Le curé
- Dorville : Le receveur
- Nicolas Amato
- Yvette Andréyor : La mère de Jeanne
- Andrée Berty
- Georges Bever : François, le valet de chambre
- Huguette Boudet
- Albert Broquin : Le facteur
- Micheline Buire : Mademoiselle Jeanne
- Régine Dancourt : Louise
- Hubert de Malet : Le chauffeur de la princesse
- Édith Gallia
- Jean Kolb
- Charles Lemontier : Le juge de paix
- Nathalie Lissenko : La dame de compagnie
- Albert Malbert
- Maurice Marceau : L'ouvrier électricien
- Jean Marconi : L'entrepreneur
- Franck Maurice
- Carine Nelson : Marie, une dactylo
- Robert Ozanne : L'électricien
- Jean Parédès : Albert, le garçon de café
- Henry Richard : Le châtelain
- Eugène Stuber
- Solange  de Turenne : La petite fille
- Huguette Valmy
- Claire Vervin
- Marcel Vidal